# Catolicato
Catolicato é uma circunscrição eclesiástica sob a jurisdição de um primaz intitulado Católico. Tais circunscrições existem em vários ramos do Cristianismo Oriental, especialmente aqueles da tradição Ortodoxa Oriental. O termo catolicosato também designa a área de jurisdição (territorial ou não) de um Católico. A palavra é derivada do grego Καθολικος (Translit.: katholikos; em latim: cathōlicus), que significa "totalidade", e foi usada para designar a primazia eclesiástica de algumas das principais sés metropolitanas.
Enquanto algumas tradições favorecem a grafia "catolicato", outras favorecem "catolicosato". Há um certo grau de inconsistência a esse respeito. Outras grafias, incluindo "catolicossato", também são vistas.
Enquanto um católico é às vezes considerado como correspondendo a um bispo nas tradições católica romana e protestante, um catolicato é tipicamente uma divisão organizacional maior e mais significativa do que um bispado, arquidiocese ou sé episcopal. Os católicos costumam ter tradições culturais distintas estabelecidas ao longo de muitos séculos.
Dentro da Igreja Apostólica Armênia, há dois catolicatos: a Santa Sé de Echemiazim, na Armênia, e o Catolicato da Grande Casa da Cilícia em Antelias, no Líbano. No século X, quando as terras habitadas por armênios foram devastadas pelos seljúcidas, a Igreja Armênia se refugiou na Cilícia. No século XV, um novo católico foi eleito em Echemiazim.

## Catolicatos históricos
- Catolicato de Selêucia-Ctesifonte, dando origem à Igreja Assíria do Oriente e ao Patriarcado Católico Caldeu da Babilônia.[1][5][6][7]
- Catolicato dos Armênios, resultando na Igreja Apostólica Armênia com sede em Echemiazim e seu Catolicato da Cilícia, e o Patriarcado Católico Armênio da Cilícia. Até o Séc. XIX, o “Catolicato de Altamar” (Vaspuracânia) existia no sul da Grande Armênia e o Catolicato da Albânia, ou seja, a “Santa Sé de Ganzasar” no leste.[1]
- Catolicato da Georgia, ou seja, a Igreja Ortodoxa Georgiana. Por um tempo houve um "Catolicato-Patriarcado da Abecásia" separado no oeste da Geórgia.[1]
- "Catolicato do Oriente" (Mafrianato) Siríaco-Ortodoxo, do qual surgiram hoje a Igreja Ortodoxa Siríaca Malankara e a Igreja Síria Jacobita Cristã.[1][8]